# 方向・社会民主主義
方向･社会民主主義またはスメル（スロバキア語: SMER-SD, SMER-sociálna demokracia）は、スロバキアの中道左派政党。スロバキア共和国国民議会の第1党で、社会民主主義政党の国際組織社会主義インターナショナルに加盟している。本項では「方向」又は「道標」（スメル、Smer）時代についても述べる。

## 概要

### 方向（SMER）
1999年に発足した、ミクラーシュ・ズリンダ政権に連立与党として加わった民主左翼党（SDĽ : Strana demokratickej ľavice）副党首ロベルト・フィツォが同年12月、自らの処遇への不満とベネシュ布告の廃止を求める少数民族政党のハンガリー人連立党（SMK : Strana maďarskej koalície）が同じ政権に加わったことへの反発から同党を離党し、自らが党首となって結成した政党である（11月8日政党登録）。
Smerはスロバキア語で「方向」または「道標」を意味する。結成当初は経済政策における立場を明確にせず、既存の政治勢力の不正･腐敗を批判しつつ、フィツォのカリスマ性に依存する形で支持率を拡大。この間、党のキャッチフレーズとして"tretia cesta"（第三の道）という名称を用いた。
2002年国民議会選挙では得票率13.45％で23議席を獲得、第三党となった。この選挙でほかの中道左派政党が軒並み全滅したことから、次第に政治的立場を中道左派路線にシフトした。

### 方向・社会民主（SMER-SD）
中道左派路線を明確にしたSMERは2004年12月、社会民主主義政党のSDĽ、社会民主オルタナティブ（SDA : Sociálnodemokratická alternatíva）、スロバキア社会民主党（SDSS : Sociálnodemokratická strana Slovenska）などの社会民主主義系の諸政党を吸収し、党名を「Smer-SD」（方向・社会民主主義）に変更した（2005年1月18日政党登録）。社会民主主義路線を明確に打ち出し、欧州連合加盟国の社民主義政党や労働運動組織で構成する欧州政党の欧州社会党加盟候補政党となった。
2006年国民議会選挙では得票率を倍増の29.14%とし、50議席を獲得して第一党となった。選挙後、民族主義政党のスロバキア国民党（SNS : Slovenská národná strana）およびポピュリスト政党の人民党・民主スロバキア運動（ĽS-HZDS : Ľudová strana - Hnutie za demokratické Slovensko）と連立し、フィツォが首相に就任した。排他的ナショナリズムの立場を取るSNSと連立政権を組んだことから、欧州社会党は2008年2月までSMER-SDの加盟候補資格を停止した。
2010年国民議会選挙では、得票率34.79%で前回を上回る62議席を獲得し、引き続き第一党の座を確保した。しかし連立相手の人民党・民主スロバキア運動（ĽS-HZDS）が、議席阻止条項である5％の得票率を得る事ができず議席をすべて失い、SNSも改選前の20議席を大きく下回る9議席にとどまって共に惨敗。過半数を維持できなくなった。フィツォは選挙後、ガシュパロヴィッチ大統領から組閣要請を受けたものの、第二党のスロバキア民主キリスト教連合・民主党（SDKÚ-DS）など4党はすべてSMER-SDとの連立を拒否したため、代わってSDKÚ-DS党首のイヴェタ・ラジチョヴァーによる中道右派連立政権が発足し、SMER-SDは野党に転じた。
欧州金融安定化ファシリティ（EFSF）機能拡充条約批准支持の見返りとして、2012年3月10日に繰り上げ実施された国民議会選挙では83議席を獲得、スロバキア議会選挙で初めて単独過半数を制することに成功した。4月4日、フィツォを首相とするSMER単独政権が発足した。
2013年11月（9日と23日投票）に行われた統一地方選挙では、県議会で161議席（前回2009年選挙は138議席）を獲得、ブラチスラバ県を除いた全ての県議会で第1党の座を確保。県知事では全8県中6県でSMER派の知事を当選させた。
2016年3月5日の国民議会選挙では、第一党の地位は保ったものの選挙前の83議席を大幅に下回る49議席を獲得するに留まった。その後の政党間交渉の結果、国民党、モスト＝ヒード（架け橋）、ネットワークの三党と連立政権を樹立することで合意が成立し、3月23日に第三次フィツォ内閣が発足した。

#### 汚職批判報道記者殺害による同党所属首相辞任以後
2018年2月、政権幹部とマフィアの関係を追っていたジャーナリストのヤン・クツィアクが、婚約者とともに殺害された。これにより政権への風当たりが強まったため、前倒し総選挙の回避・後継首相を自身の党から出すことを条件に首相を辞任した。
2020年国民議会選挙では、前述の事件によって国民の信頼が損なわれたことにより、11議席を減らして第2党に転落。与党の座を「普通の人々・独立した人達」（OLaNO）を中心とする連立政権に明け渡すこととなった。
2023年9月30日のスロバキア国民議会選挙では、2022年ロシアのウクライナ侵攻に関して「ウクライナへの軍事支援停止」などを主張し、第一党に復帰。しかし選挙結果に関して外務省が10月2日、ロシアが投票前に「誤情報」を流して介入したと非難したのに対し、ロシア側が反論するなど選挙をめぐる混乱が生じた。

#### 支持層・親露政策
2023年の世論調査では連立与党勢は大きく支持率を下げ、スメルと親欧州派の中道リベラル政党「プログレッシブ・スロバキア」（PS）が各支持率19％程度で接戦となっている。スメルの党首で、首相歴があるロベルト・フィツォは「紛争を長引かせるだけ」とウクライナに対する武器供与停止を訴え、ウクライナのNATO加盟を支持せず、対露制裁にも反対している。スロバキア国内調査にて、「ウクライナ侵略はロシアに責任」は4割程度にとどまり、3割は自国がロシア勢力圏(チェコスロバキア社会主義共和国)に戻ってもよいと答えている。スメルの支持層は社会主義時代を知る世代や左派勢力であり、ウクライナへの軍事支援反対を表明しているスメルが期待を受けている。